# Freiburg Open 1983
Freiburg Open 1983 — тенісний турнір, що проходив на відкритих кортах з ґрунтовим покриттям у Фрайбургу (Західна Німеччина). Належав до Світової чемпіонської серії Вірджинії Слімс 1983. Тривав з 11 липня до 17 липня 1983 року. Катрін Танв'є здобула титул в одиночному розряді.

## Фінальна частина

### Одиночний розряд
Катрін Танв'є —  Лаура Гільдемейстер 6–4, 7–5
- Для Танв'є це був 1-й титул за рік і 3-й — за кар'єру.

### Парний розряд
Беттіна Бюнге /  Ева Пфафф —  Іванна Мадруга-Оссес /  Емілсе Рапоні 6–1, 6–2
- Для Бюнге це був 3-й титул за сезон і 5-й — за кар'єру. Для Пфафф це був 2-й титул за сезон і 5-й — за кар'єру.